# Łubin – Droga polna
Łubin – Droga polna – pejzaż – akwarela o wymiarach 31,6 × 47,7 cm, polskiego malarza Stanisława Masłowskiego (1853–1926) z 1909 roku, znajdująca się (2022) w zbiorach Muzeum Narodowego w Warszawie.

## Opis
Akwarela o wymiarach 31,6 × 47,7 cm, jest to pejzaż sygnowany: „ST. MASŁOWSKI 909” przedstawiający rozległy krajobraz, w którego centralnej, dolnej części znajduje się zaznaczona szarobrunatnymi plamkami, piaszczysta droga polna ze śladami kół wozów konnych.
Po lewej i prawej stronie zaznaczono pionowymi żółtymi pociągnięciami pędzla płaszczyzny wypełnione przez kwiatostany łubinu. Głębiej dostrzegalny jest poziomy, zielony pas – zapewne łąki.
Natomiast na dalszym planie, widoczne są jasne, poziome pasy – zapewne zbóż albo ściernisk z sylwetkami krzaków zaznaczonych kilku pociągnięciami pędzla.
Wzdłuż linii horyzontu artysta zaznaczył rozproszone w licznych miejscach sylwety drzew. Górną część obrazu (około 50%) zajmuje niebo wypełnione malowniczym, pełnym obłoków zachmurzeniem.
W dolnym, prawym narożniku obrazu jest czytelny podpis artysty: „ST.MASŁOWSKI*909”.

## Dane uzupełniające
Omawiany obraz był reprodukowany w publikacjach:
1) Stanisław Masłowski – Akwarele – 12 reprodukcji barwnych – jako „Droga polna” – akwarela, wielk. oryg. 316 × 477 mm, własność Muzeum Narodowego w Warszawie,
2) Stanisław Masłowski – Materiały do życiorysu i twórczości – jako „Droga polna” akw., 1909 r., pracownia fot. Muzeum Narodowego w Warszawie (wł. Muzeum Narodowego w Warszawie)
Tadeusz Dobrowolski w swym opracowaniu „Nowoczesne malarstwo polskie” (1960) scharakteryzował okres powstania omawianego obrazu w sposób następujący: „W latach dziewięćsetnych tworzył [...] artysta [...] liczne akwarelowe krajobrazy o charakterystycznych dla siebie motywach, związanych głównie z Mazowszem. Zwłaszcza płaskie drogi mazowieckie, miedze z gruszami i pola z żółtym łubinem powtarzały się jako motyw przewodni w jego ówczesnej sztuce.”